# Erich Kempka

Erich Kempka – 18.01.1942 – Rastenburg/Ostfront

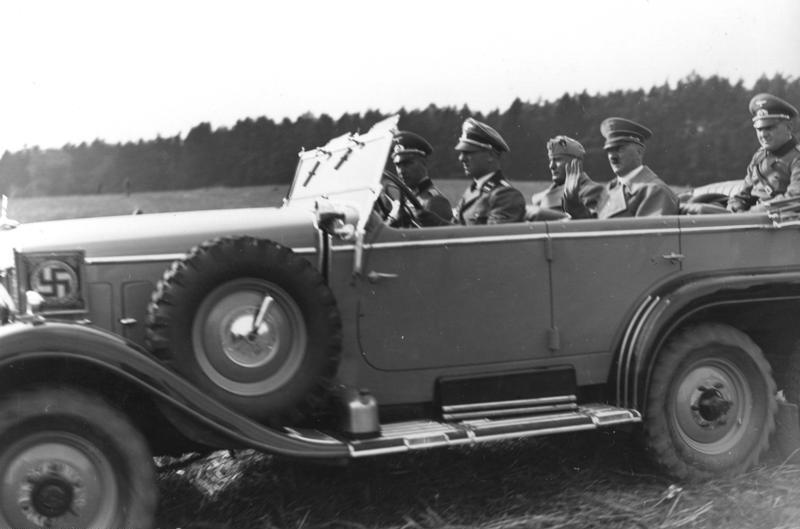
Hitler und Mussolini mit Fahrer bei einem Wehrmachtsmanöver 1937

Erich Kempka (* 16. September 1910 in Oberhausen; † 24. Januar 1975 in Freiberg am Neckar) war SS-Angehöriger und von 1932 bis 1945 der Fahrer von Adolf Hitler.

## Jugend und Ausbildung
Kempka wurde als Sohn eines Bergmannes geboren. Die Familie hatte insgesamt zehn Kinder. Er besuchte die Volksschule und begann danach eine Lehre zum Elektrotechniker, die er 1928 abschloss. In der Folge arbeitete er bis zum 31. März 1930 als Mechaniker bei DKW.

## Karriere in der Zeit des Nationalsozialismus

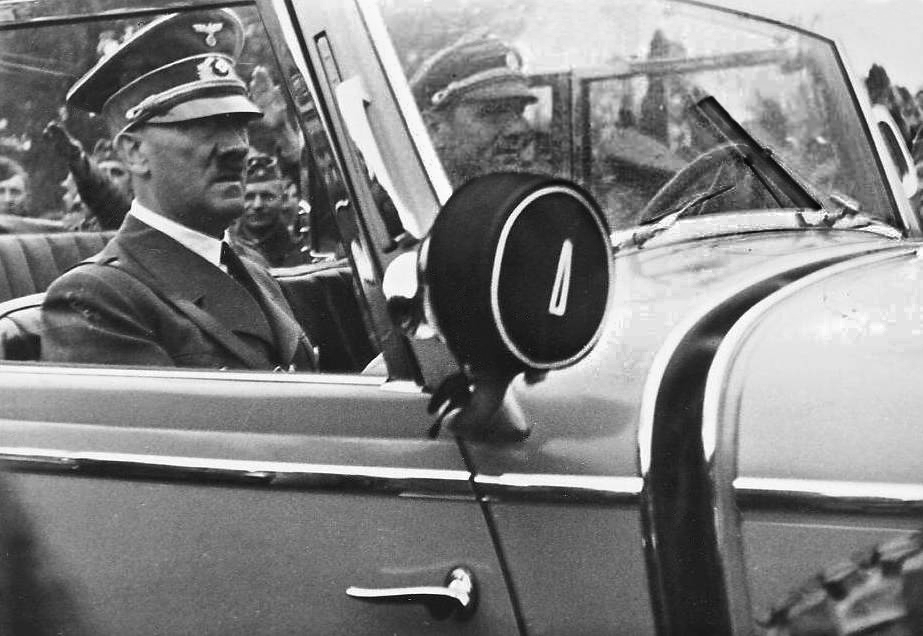
Erich Kempka rechts neben Adolf Hitler im Mercedes W31 im September 1939 in Polen

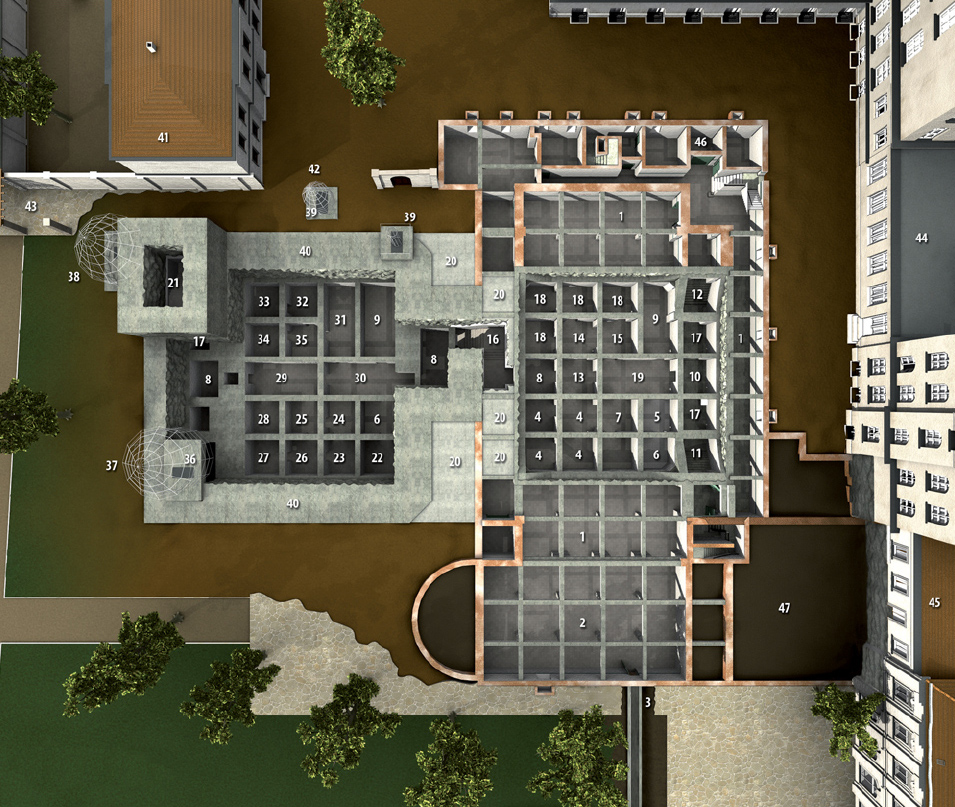
Haus Kempka (Nr. 41)

Zum 1. April 1930 trat Kempka sowohl der NSDAP (Mitgliedsnummer 225.639) als auch der SS bei (SS-Nummer 2.803) und war hier zunächst als Kraftfahrer beim NSDAP-Gau Essen beschäftigt. Am 29. Februar 1932 wechselte er zu Hitlers SS-Führerbegleitkommando und wurde in Vertretung Julius Schrecks als zweiter Fahrer für den Führer eingesetzt. Nach Schrecks Tod im Jahr 1936 wurde er Hitlers ständiger Fahrer und führte dessen Kraftfahrzeugpark, der im Laufe der Zeit auf bis zu 40 Fahrzeuge und 60 Fahrer und Mechaniker anwuchs (Stand 1945). 1943 war er zusammen mit Otto Günsche Trauzeuge von Hans-Hermann Junge und dessen Ehefrau Traudl Junge. Kempka stand zum Schluss im Range eines Obersturmbannführers.
Im Oktober 1944 ließ sich Kempka auf Druck Hitlers und Bormanns von seiner Frau scheiden. Ihr wurde vorgeworfen, vor ihrer Ehe im „halbseidenen Gewerbe“ gearbeitet zu haben. Aufgrund charakterlicher Eigenschaften und ihres losen Mundwerkes war sie außerdem in Hitlers innerem Umfeld in Ungnade gefallen. Die Scheidung wurde von Bormann arrangiert, wie in den Briefen Martin Bormanns an seine Frau nachzulesen ist. Kempka mietete ihr ein Appartement am Kurfürstendamm und blieb weiterhin mit ihr in Verbindung. Er selbst bewohnte auf dem Gelände der Reichskanzlei ein Gebäude, in dessen unmittelbarer Nachbarschaft auch die Garagen und Werkstätten für den Fuhrpark untergebracht waren. Das Gebäude lag nahe am Eingang zum Führerbunker.
Unmittelbar in Hitlers Nähe beschäftigt, war Kempka bei vielen historischen Ereignissen dieser Zeit zugegen oder sogar daran beteiligt, so beispielsweise bei der Verhaftung Ernst Röhms. Im April 1945 war er einer der Verantwortlichen für die Verbrennung der Leichen Hitlers und Eva Brauns. Er hatte den Auftrag, dafür 200 Liter Benzin zu besorgen, konnte jedoch nur 160 bis 180 Liter organisieren. Dazu mussten seine Mitarbeiter das Benzin aus Fahrzeugen ablassen, die bereits durch Kampfeinwirkung beschädigt und fahruntüchtig waren.

## Nach dem Krieg
In der Schlacht um Berlin gelang es Kempka, aus der Hauptstadt auszubrechen und sich nach Berchtesgaden durchzuschlagen, wo er am 18. oder 20. Juni 1945 durch die US-Armee verhaftet wurde. Bis Oktober 1947 in verschiedenen Lagern interniert, lebte er anschließend in München und später in Freiberg am Neckar. In seinen Memoiren sowie in den Nürnberger Prozessen bezeugte er, gesehen zu haben, wie Martin Bormann von einem nach Beschuss explodierenden deutschen Panzer verletzt und dadurch vermutlich getötet wurde. Diese Vermutung kann heute zweifelsfrei als widerlegt nachgewiesen werden, da 1972 die Leichen von Bormann und Ludwig Stumpfegger bei Erdkabelarbeiten der Post in der Invalidenstraße nahe dem Lehrter Stadtbahnhof gefunden wurden. Der Fund bewies die damalige Aussage des Reichsjugendführers Artur Axmann und dessen Adjutanten Günter Weltzin, die behauptet hatten, die Leichen der beiden nach ihrem Ausbruchsversuch dort gesehen zu haben. „Im Januar 1954 erklärte ihn ein Gericht in Berchtesgaden für tot und legte den Sterbetag auf den 2. Mai 1945, 24 Uhr, fest. Der Tod ist unter der Nummer 29223 in einem Berliner Standesamt registriert.“ Eine DNS-Analyse 1998 bewies Bormanns Tod.

## Memoiren
1950 erschienen die Erinnerungen Kempkas zunächst im Münchener Kyrburg Verlag unter dem Titel Ich habe Adolf Hitler verbrannt. In diesem Buch schildert er in einfachen Worten seinen Werdegang über die dreizehn Jahre als Hitlers Fahrer bis hin zu seinen Erlebnissen in den letzten Tagen im Führerbunker. Dabei beschreibt er ausführlich die Verbrennung des Ehepaares Hitler in den frühen Nachmittagsstunden des 30. April 1945.
Ab den 1970er- bis in die 1990er-Jahre erlebte das Werk unter dem geänderten Titel Die letzten Tage mit Adolf Hitler mehrere Neuauflagen in der NPD-nahen „Deutschen Verlagsgesellschaft“. Die Bearbeitung der ursprünglich knappen Erlebnisschilderung durch den rechtsextremen Publizisten Erich Kern ließ das Buch von ursprünglich etwa 100 Seiten auf 324 Seiten (3. Auflage, 1991) anschwellen. Kern fügte zahlreiche Kapitel an, die mit den ursprünglichen Memoiren in keinem inneren Zusammenhang stehen. Für rund zwei Drittel des Buches war Kempka damit nicht der Urheber, obwohl das Werk unter seiner Autorenschaft vertrieben wird.

## Medien
In dem Film Der Bunker (1981) wird Erich Kempka durch den Schauspieler Robert Grange und in Der Untergang (2004) von Jürgen Tonkel dargestellt.